# Транспортний корпус (США)
Транспортний корпус (США) (англ. Transportation Corps) — рід військ бойової підтримки армії Сполучених Штатів Америки. Він відповідає за переміщення особового складу та матеріальних засобів вантажівками, залізницею, повітрям та морем. Це одна з трьох гілок логістики армії США, інші — корпус квартирмейстерів та корпус озброєння. Корпус був створений у своєму нинішньому вигляді 31 липня 1942 року, а його попередники існували ще з часів Громадянської війни в Америці. Штаб-квартира Транспортного корпусу наразі знаходиться у Форт Грегг-Адамс, штат Вірджинія. Очільником, відповідальним за доктрину, навчання та професійний розвиток підрозділу, є командувач Транспортного корпусу (CoT) та комендант Транспортної школи армії США, яким наразі керує полковник Вільям Арнольд. Девіз корпусу — «Нічого не відбувається, поки щось не зрушить з місця».

## Галерея

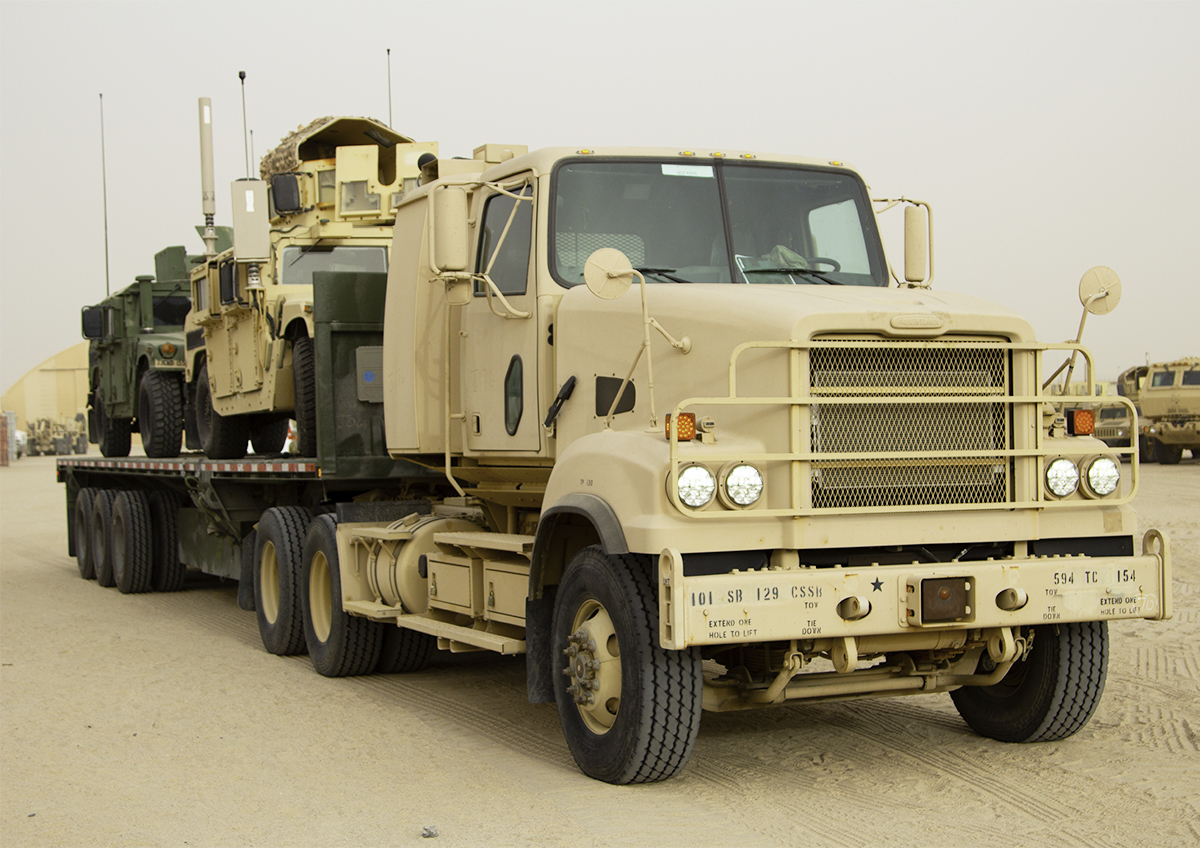
Армійська вантажівка M915 594-ої транспортної роти в Кувейті
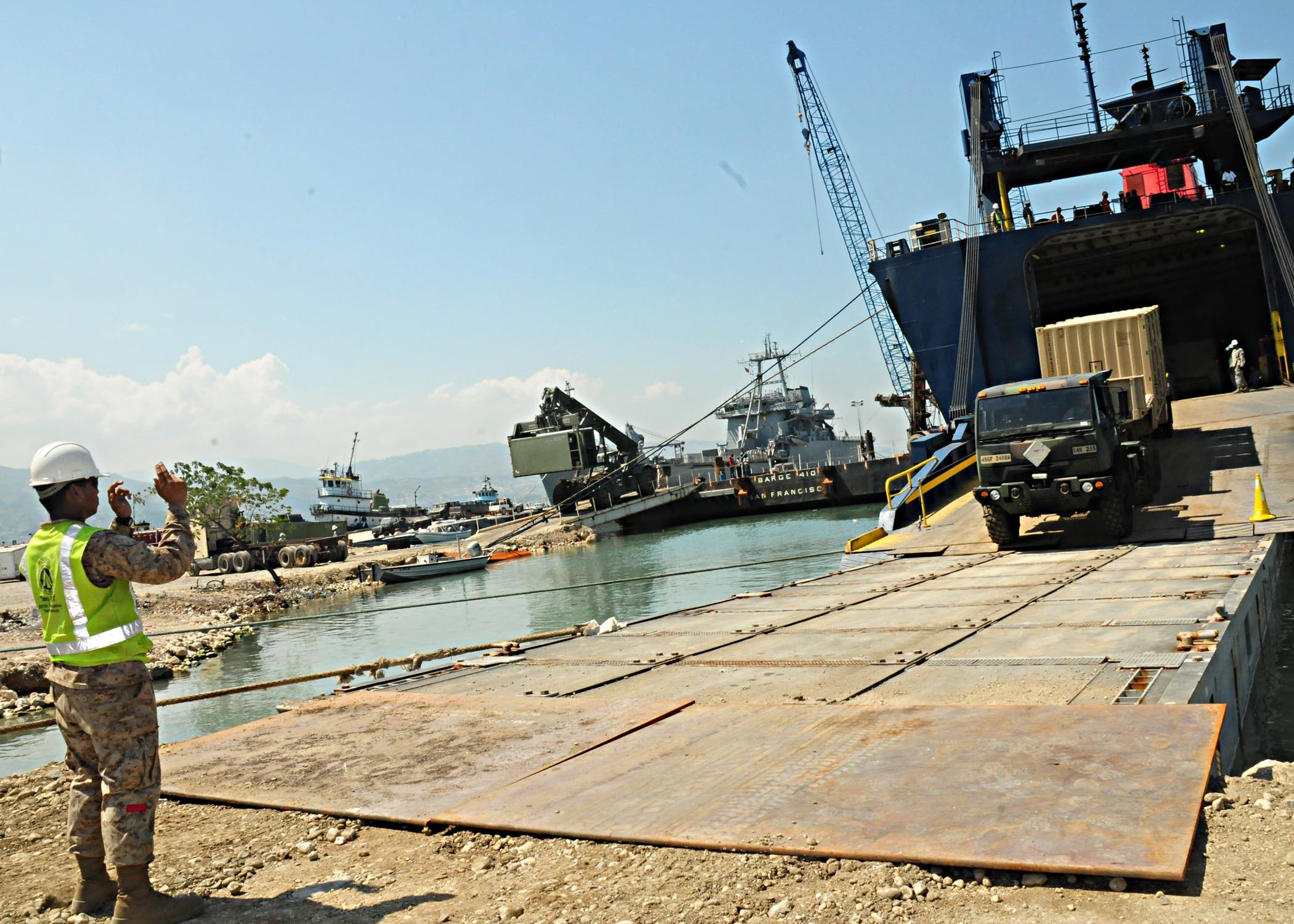
Робота Транспортного корпусу в Гаїті в рамках допомоги після землетрусу 2010 року
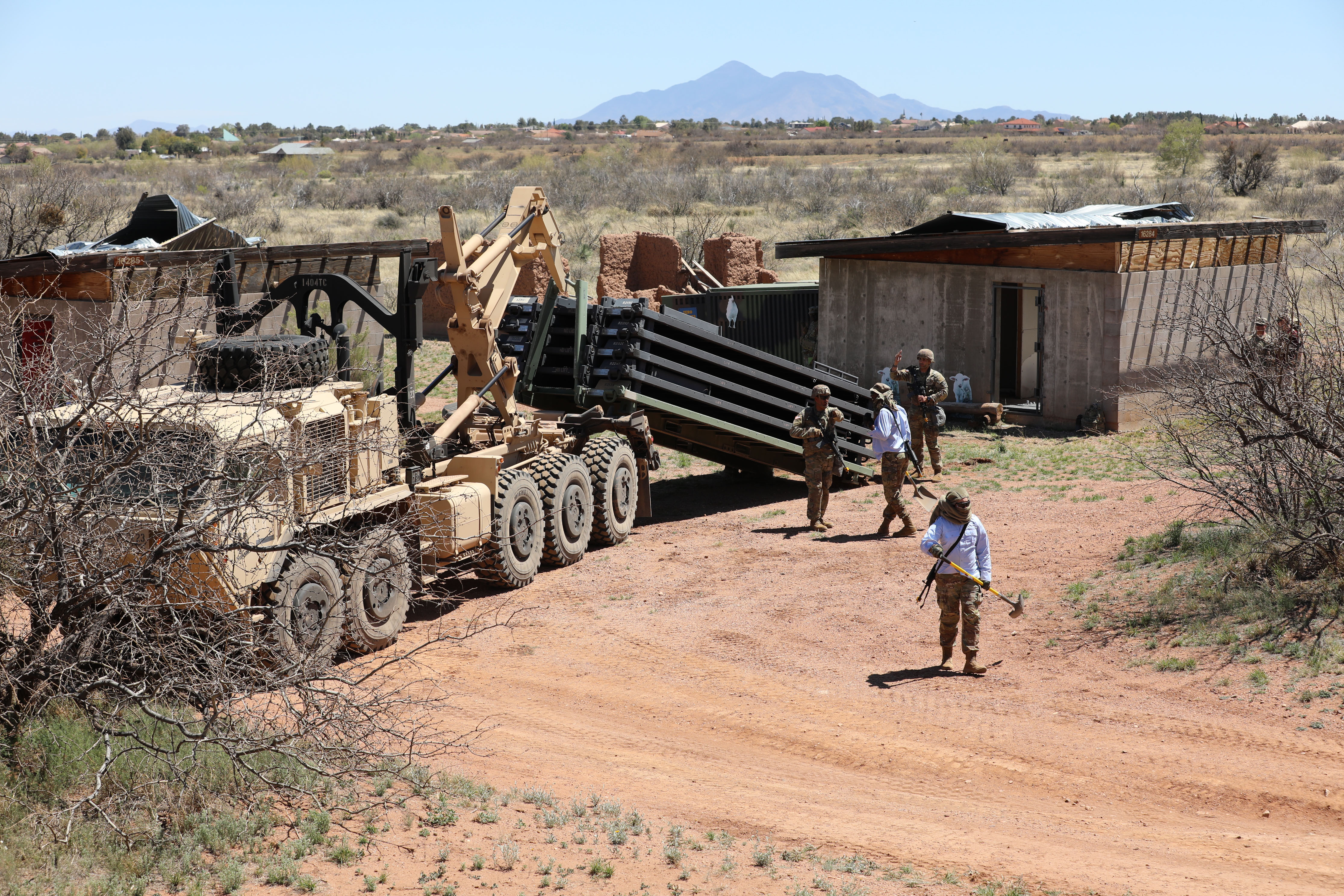
Тренування військовослужбовців 1404-ї транспортної роти в ході навчань
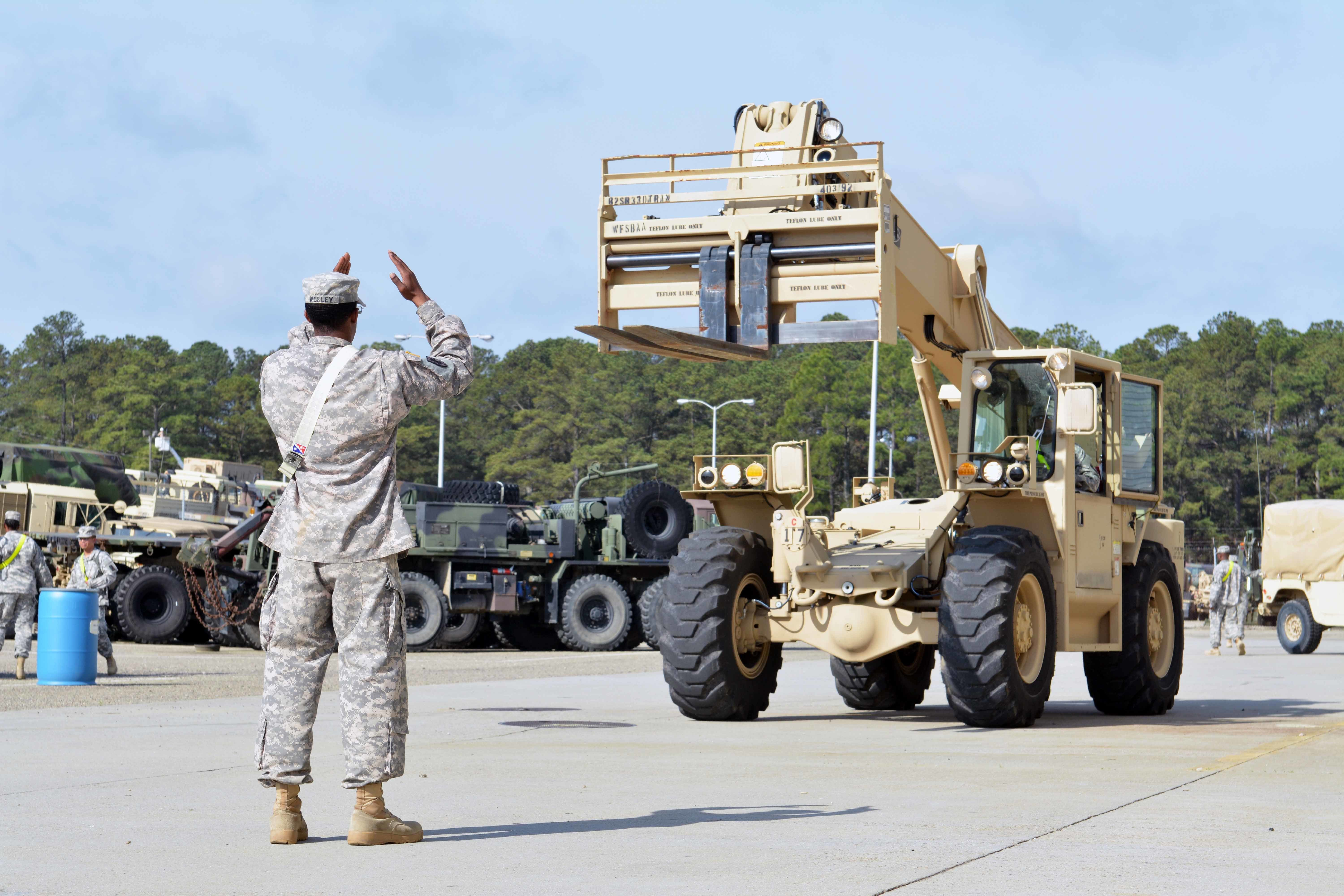
Спеціаліст 330-го транспортного батальйону керує автонавантажувачем
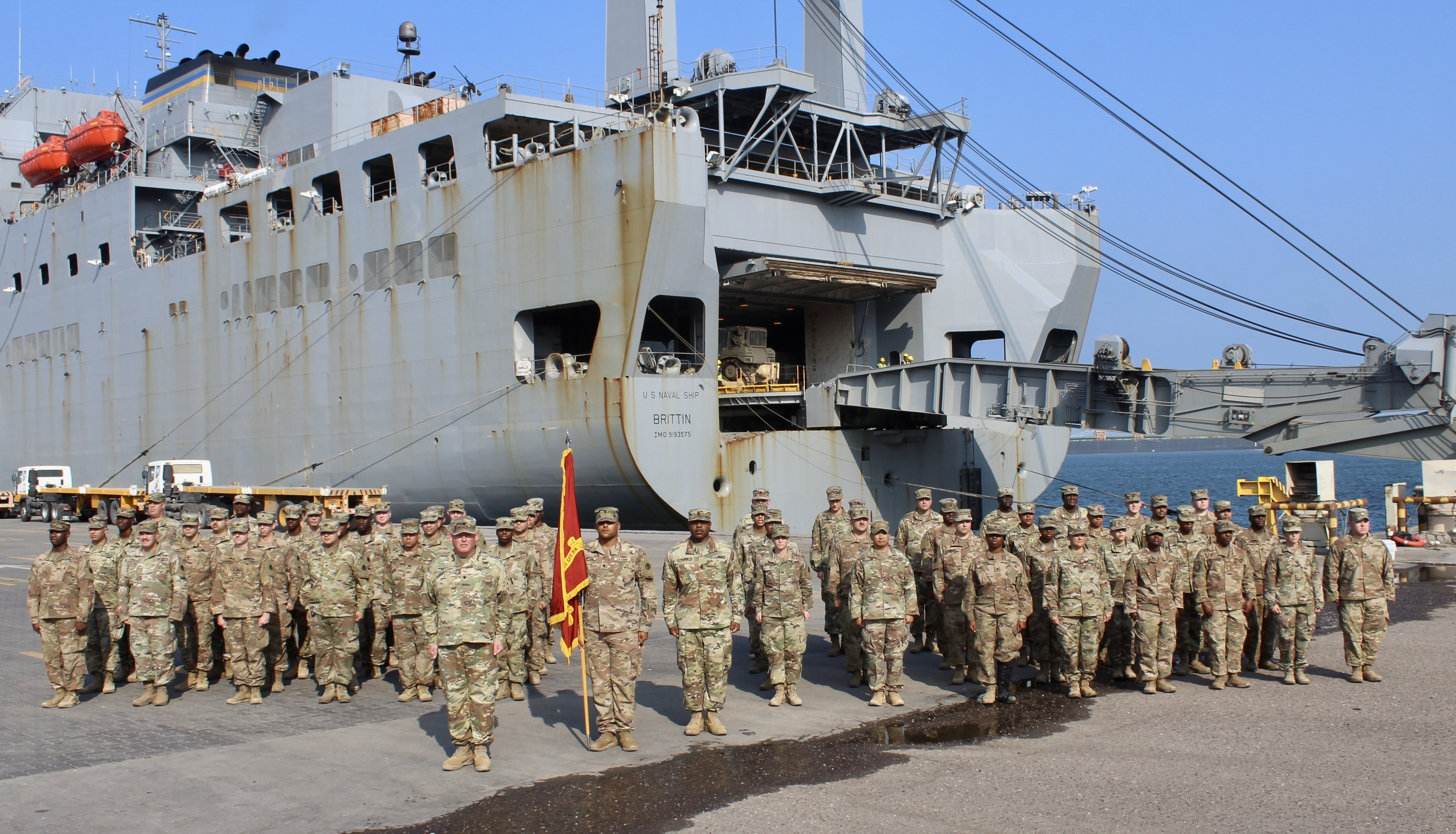
Шикування підрозділу Транспортного корпусу
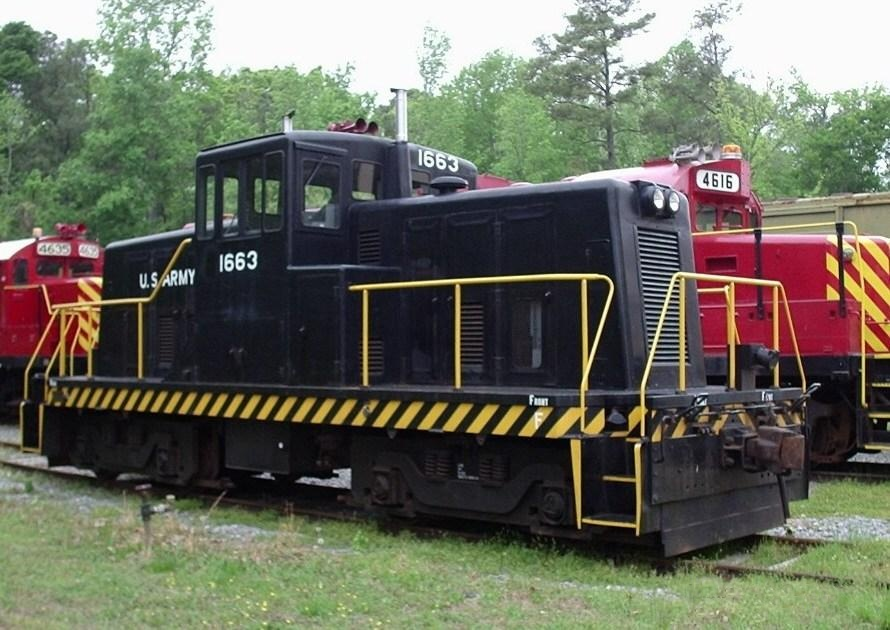
Локомотив Транспортного корпусу GE 80-ton switcher